# Elvange (Schengen)
Elvange (Luxemburgs: Elveng, Duits: Elvingen) is een plaats in de gemeente Schengen en het kanton Remich in Luxemburg.
Elvange telt 855 inwoners (2001).

## Geschiedenis
In 739 werd Elvange vermeld als Aigevingen. De plaats maakte deel uit van de gemeente Burmerange. In 2012 werden Burmerange en Wellenstein bij Schengen gevoegd.
In 1859-1860 werd, onder leiding van architect Charles Arendt, een neogotische kerk gebouwd op de plek van een eerdere kapel. In de kerk zijn ramen en fresco's te zien naar een ontwerp van de plaatselijke kunstenaar Nicolas Brücher. Het gebouw staat bij de kruising van de CR150a met de CR162.

## Galerij

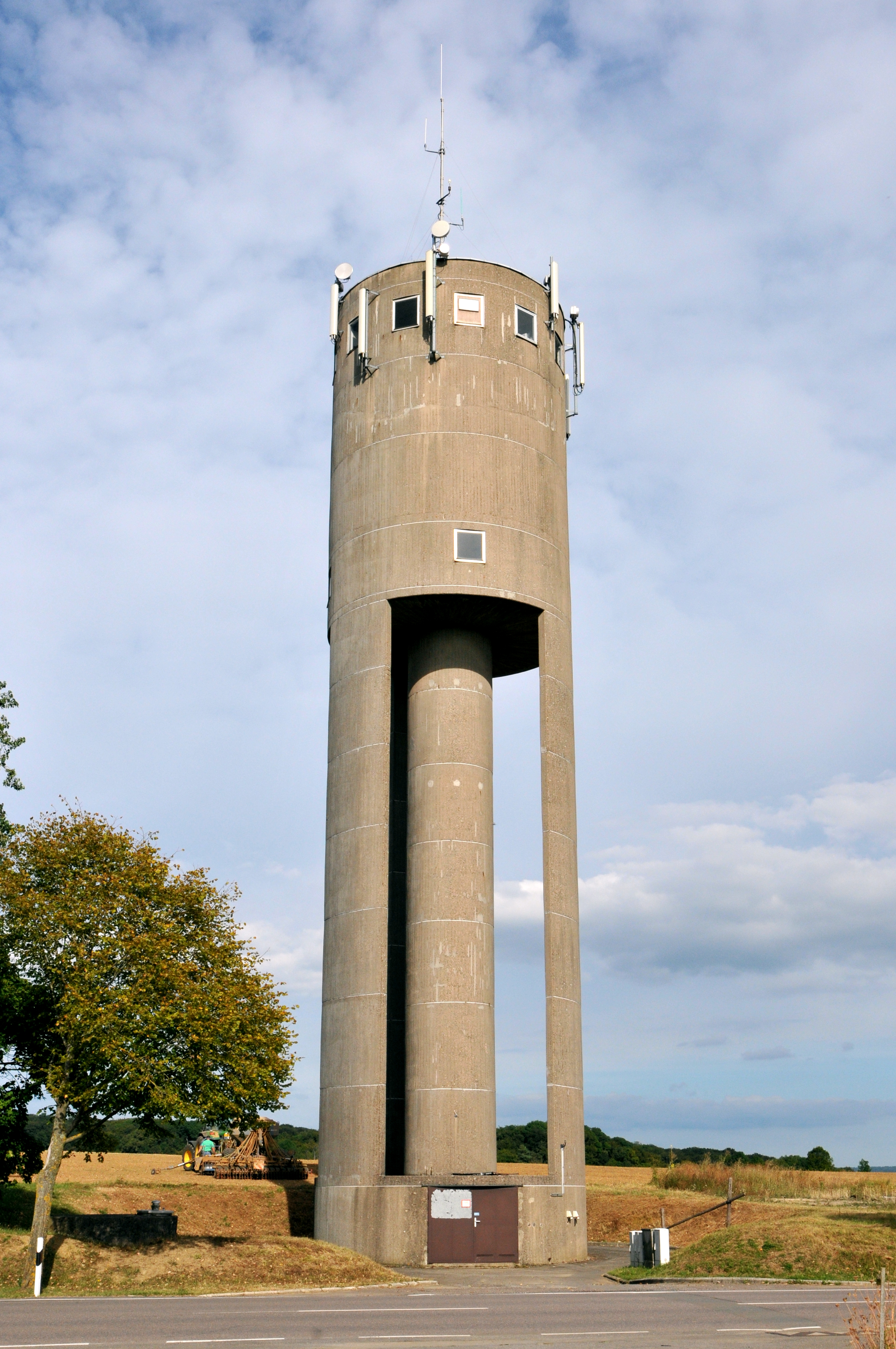
Watertoren
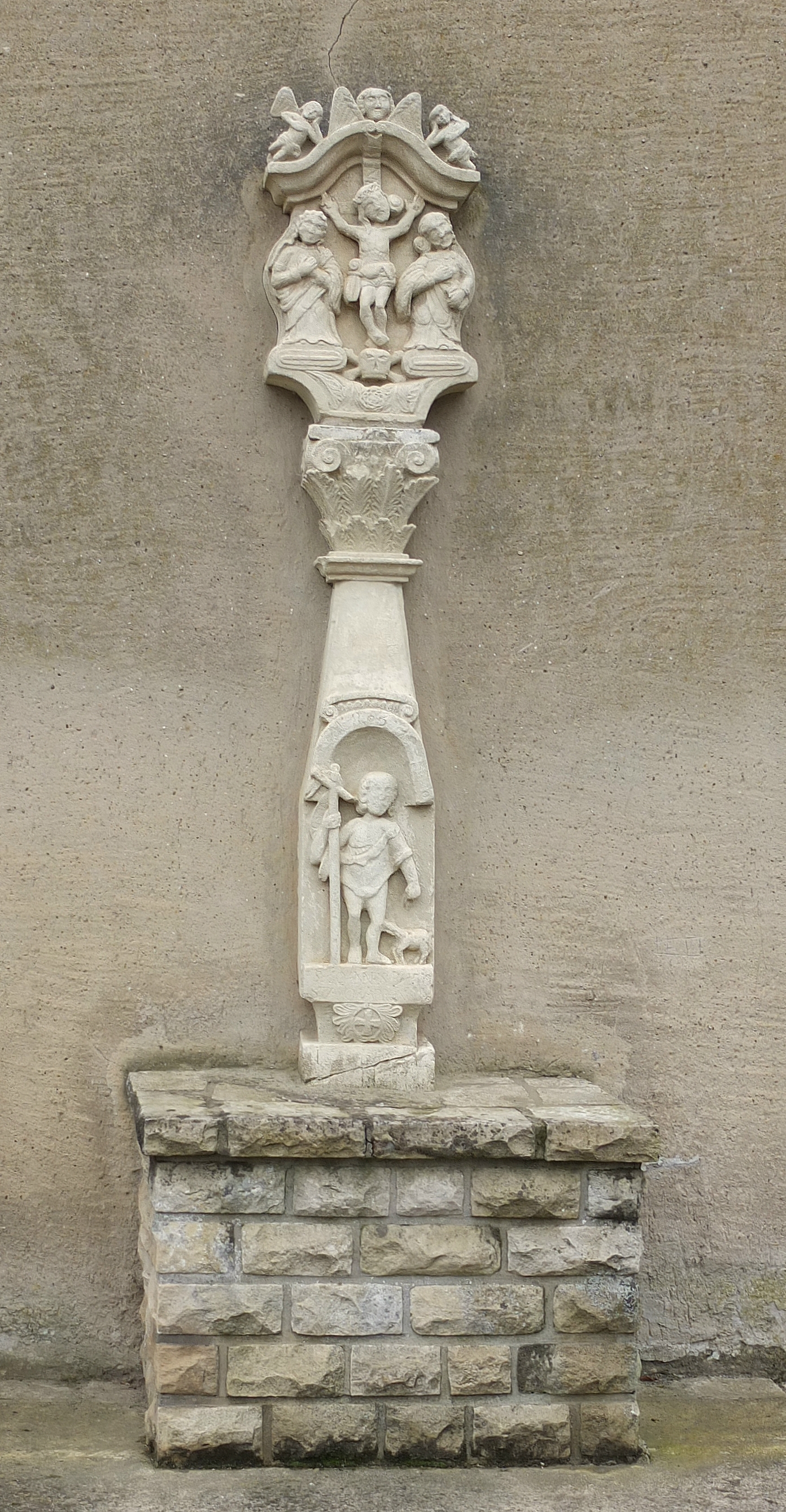
Wegkruis
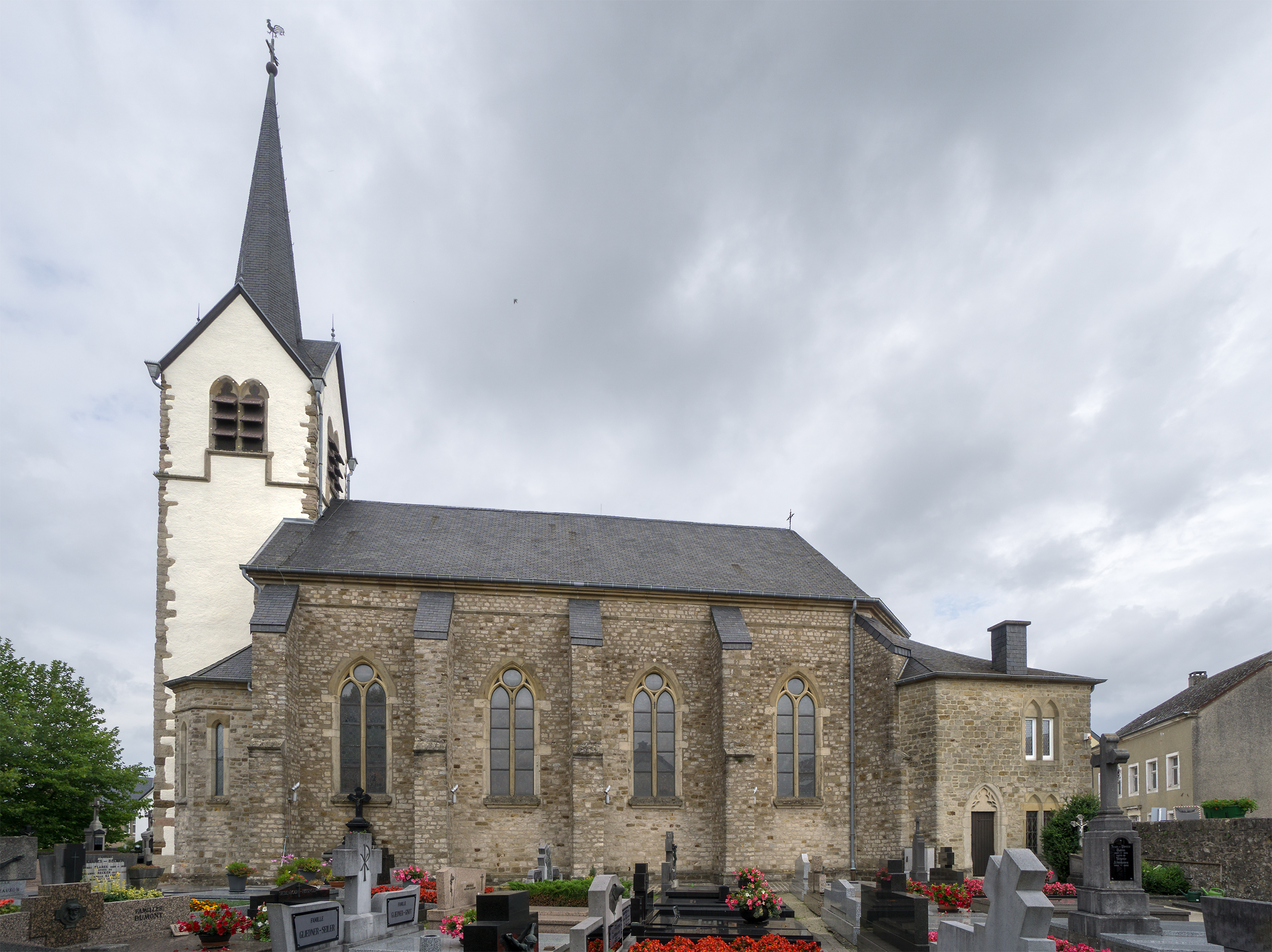
Parochiekerk
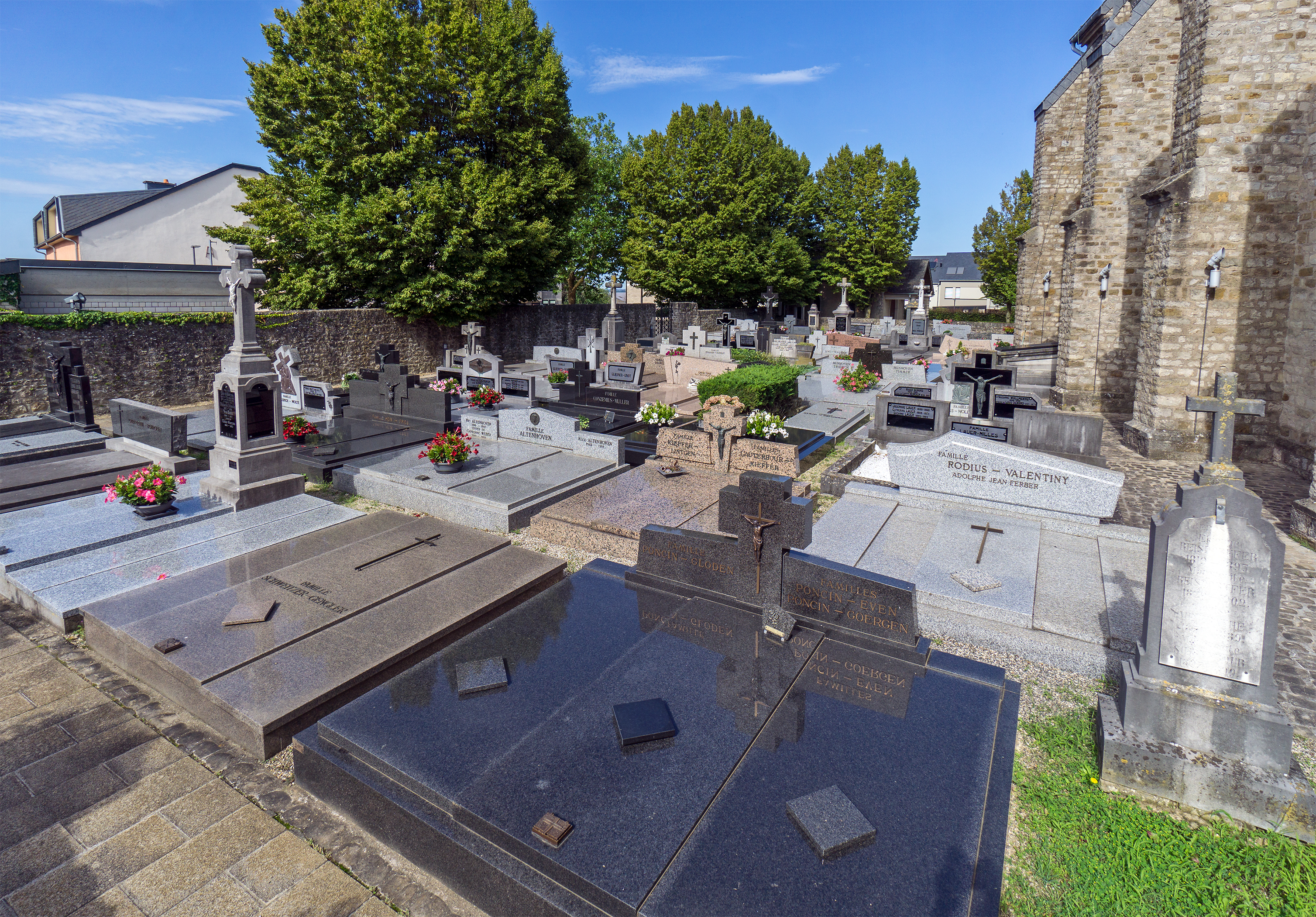
Kerkhof

## Geboren
- Nicolas Brücher (1874-1973), kunstschilder

Bech-Kleinmacher · Burmerange · Elvange · Emerange · Remerschen · Schengen · Schwebsange · Wellenstein · Wintrange

Luxemburgse gemeenten · Kanton Remich · Luxemburg